# LDV Maxus
Der LDV Maxus ist ein Kleintransporter des britischen Automobilherstellers LDV. Er entstand 2000 in Kooperation mit Daewoo Motors.

## Geschichte
LDV brauchte einen Nachfolger für die Convoy/Pilot-Reihe, die in ihren Ursprüngen bereits seit 1974 gebaut wurde. Daewoo Motors brauchte einen Nachfolger für den Daewoo Lublin und man beschloss, einen gemeinsamen Nachfolger zu entwickeln. Insgesamt waren bereits 500.000.000 £ ausgegeben worden, als Daewoo Motors 2001 von General Motors übernommen wurde. Die Rechte am Maxus sicherte sich die LDV Group, die auch Werkzeuge und Fertigungsanlagen aus dem Werk von Daewoo Motor Polska erwarb und in ihrem Werk in Birmingham installierte.
Ende 2004 begann die Serienproduktion des Maxus-Lieferwagens und ab 2005 wurden die Transporter und Kleinbusse auf dem britischen Markt angeboten. Im Juli 2006 erwarb die russische GAZ-Gruppe für 40.373.000 US-Dollar die Mehrheit an LDV. GAZ wollte langfristig mit dem Maxus sein Modell GAZelle ersetzen. Ein gemeinsamer Nachfolger für diese Modelle und den Maxus war für die Jahre 2011 bis 2012 geplant. GAZ investierte in ihre englische Tochterfirma 100.000.000 Dollar, um die Produktion auf 15.000 Autos pro Jahr erhöhen zu können. Ab August 2007 sollte der Maxus nach Russland exportiert werden. Die für den russischen Markt und insbesondere die russischen Straßen erforderliche Überarbeitung und Anpassung des Maxus verzögerte sich, sodass der Verkauf der Russland-Modelle erst im März 2008 begann. Ab Mai 2008 sollten vorgefertigte SKD-Bausätze des Maxus in Russland zusammengesetzt werden, was aber finanziell nicht erfolgreich war.
Die Finanzkrise und Rezession 2008 senkte die Nachfrage drastisch und LDV sah sich Ende 2008 gezwungen, die Produktion einzustellen. Die GAZ-Gruppe weigerte sich, weiter in LDV zu investieren, wodurch die Anmeldung des Konkurses im Juni 2009 unvermeidlich wurde. Im September 2009 übernahm die Shanghai Automotive Industry die Konkursmasse und Rechte an LDV. Das traditionsreiche Leyland-Motors-Werk in Birmingham wurde inzwischen abgerissen.

## Maxus 2004–2008
Der Maxus wurde ab 2004 mit Frontantrieb und 2,8 bis 3,5 Tonnen zulässigem Gesamtgewicht als Kastenwagen/Kleinbus wahlweise mit Hochdach und als Fahrgestell für Aufbauten produziert.
Entsprechend einer Nutzlast von 917 bis 1616 kg gab es zwei Radstandsvarianten (3,1 m und 3,85 m) und verschiedene Höhen. Die maximalen Laderaummaße betrugen 3,36 m Länge, 1,77 m Breite und 1,93 m Höhe. Die Schiebetürbreite ermöglichte die Querladung einer Europalette. Zur Serienausstattung gehörten ABS mit EBD von Bosch, Servolenkung, Klimaanlage und ein Audiosystem mit CD-Player. Angetrieben wurde der Maxus von einem 2,5 Liter großen VM-Motori-Dieselmotor mit 95 oder 120 PS, der auch im Chrysler Voyager eingebaut wurde. 2005 wurde der Maxus in England zum Van of the Year gewählt. Es begann auch der offizielle Export des Maxus in die Türkei, nach Malaysia, Frankreich und Russland und über einzelne Importeure in die übrigen EU-Länder.
2006 wurde das Chassis verstärkt. Es gab nun auch eine Doppelkabinenpritsche und einen Minibus. Außerdem waren ab Werk ein Kühlwagen, eine Pritsche mit eingebauter 3-Bett-Kabine und ein vollausgestatteter Rettungswagen erhältlich. Der Motor war auch mit 130 PS Leistung erhältlich. 2006 wurden in England 6722 Maxus verkauft.
Ende 2007 erfuhr die Maxus-Familie 56 Änderungen und Modernisierungen; der Maxus wurde 2007 in seinem Heimatland 8620-mal verkauft.
Im letzten Produktionsjahr 2008 wurden noch über 9000 Maxus gebaut, die bis 2010 abgesetzt wurden.

## Produktion nach dem Ende von LDV
Bereits seit 2007 wird der Maxus in Malaysia von der HICOM Automotive Manufacturers (Malaysia) unter der Bezeichnung Weststar LDV in Lizenz hergestellt.
Seit 2011 rollt das Modell auch beim nunmehrigen Rechteinhaber SAIC in China vom Band. Hier wird er unter der Bezeichnung Maxus V80 gebaut.

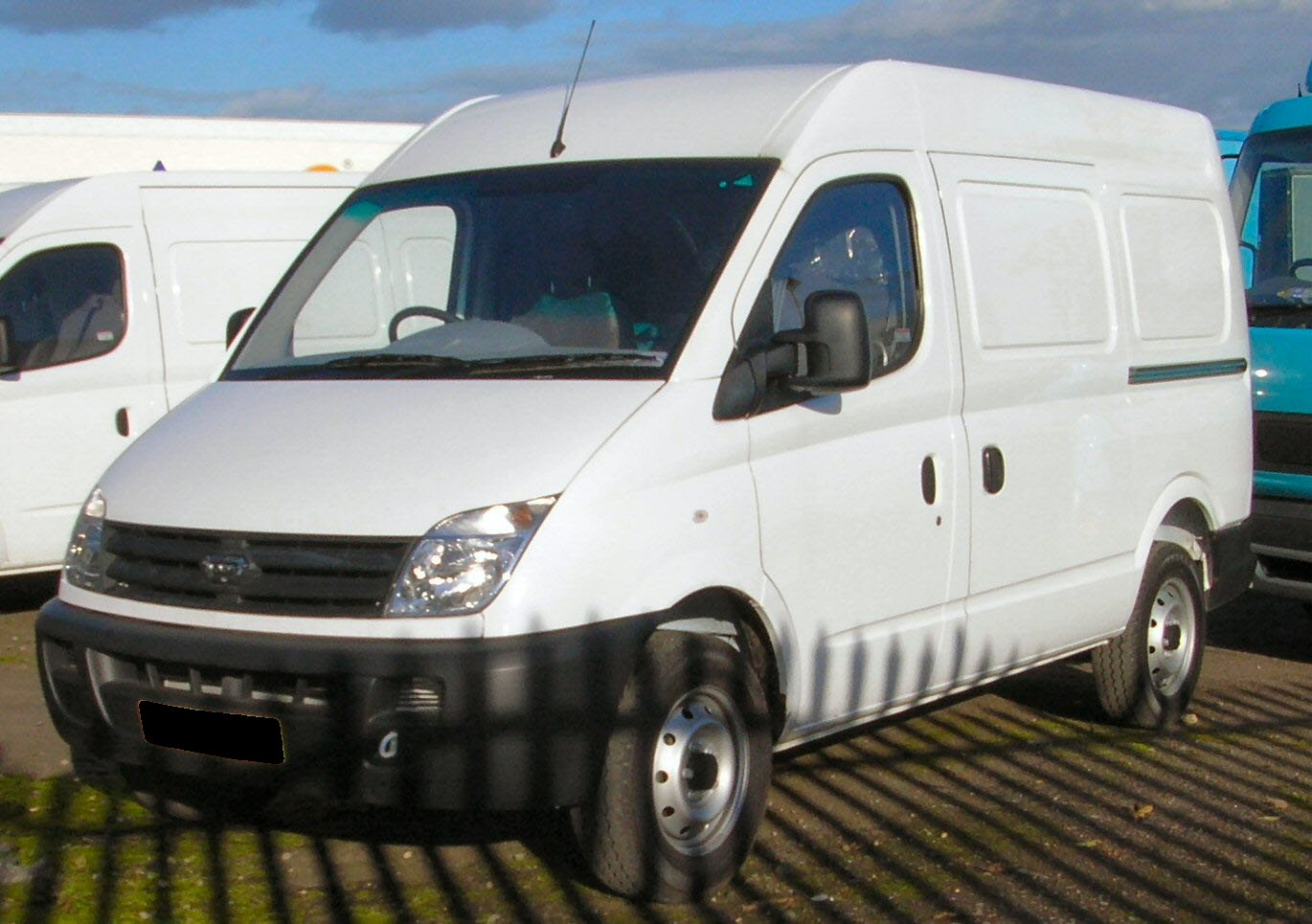
Hochraumkastenwagen Maxus
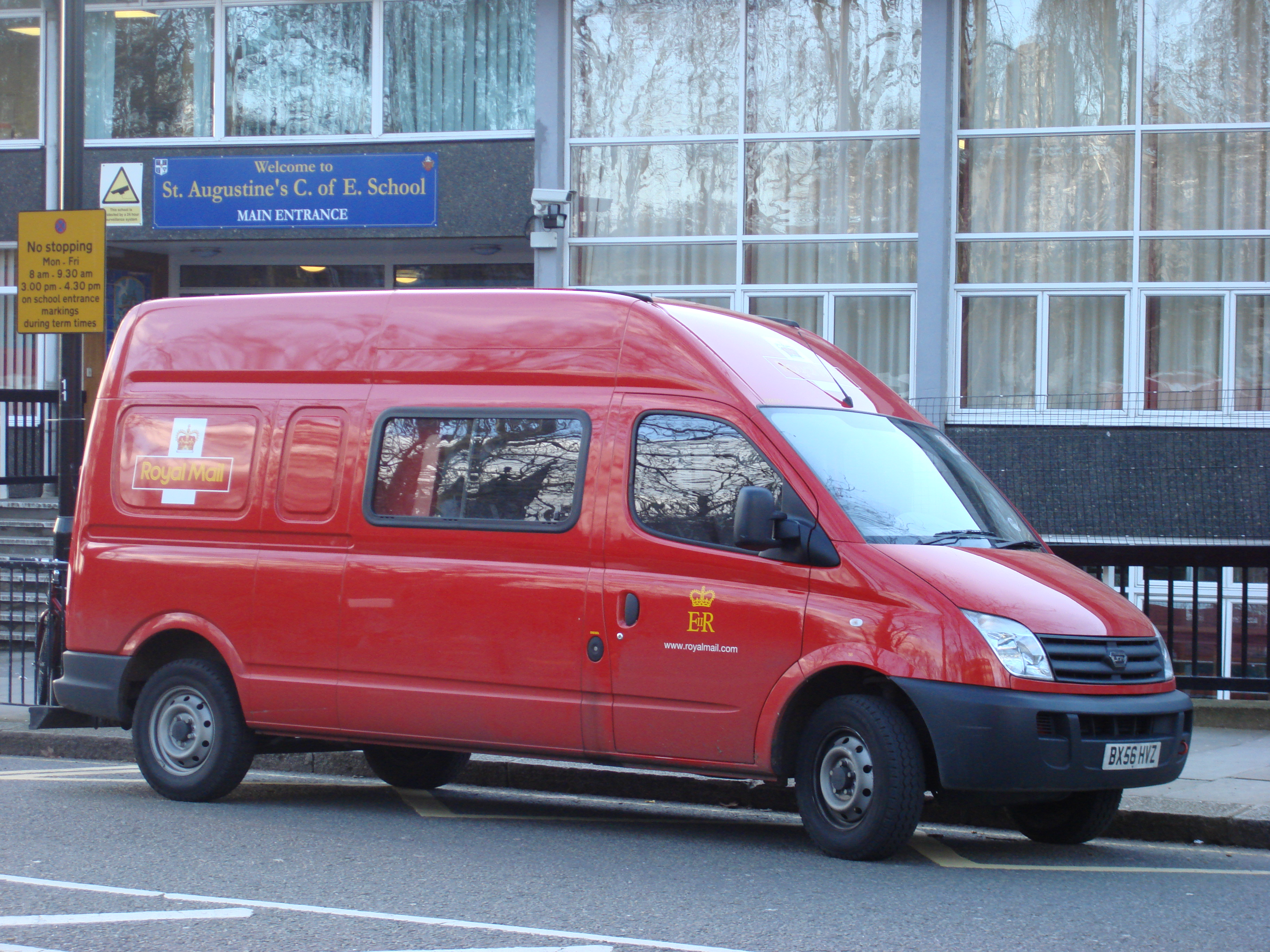
Großraumkastenwagen Maxus
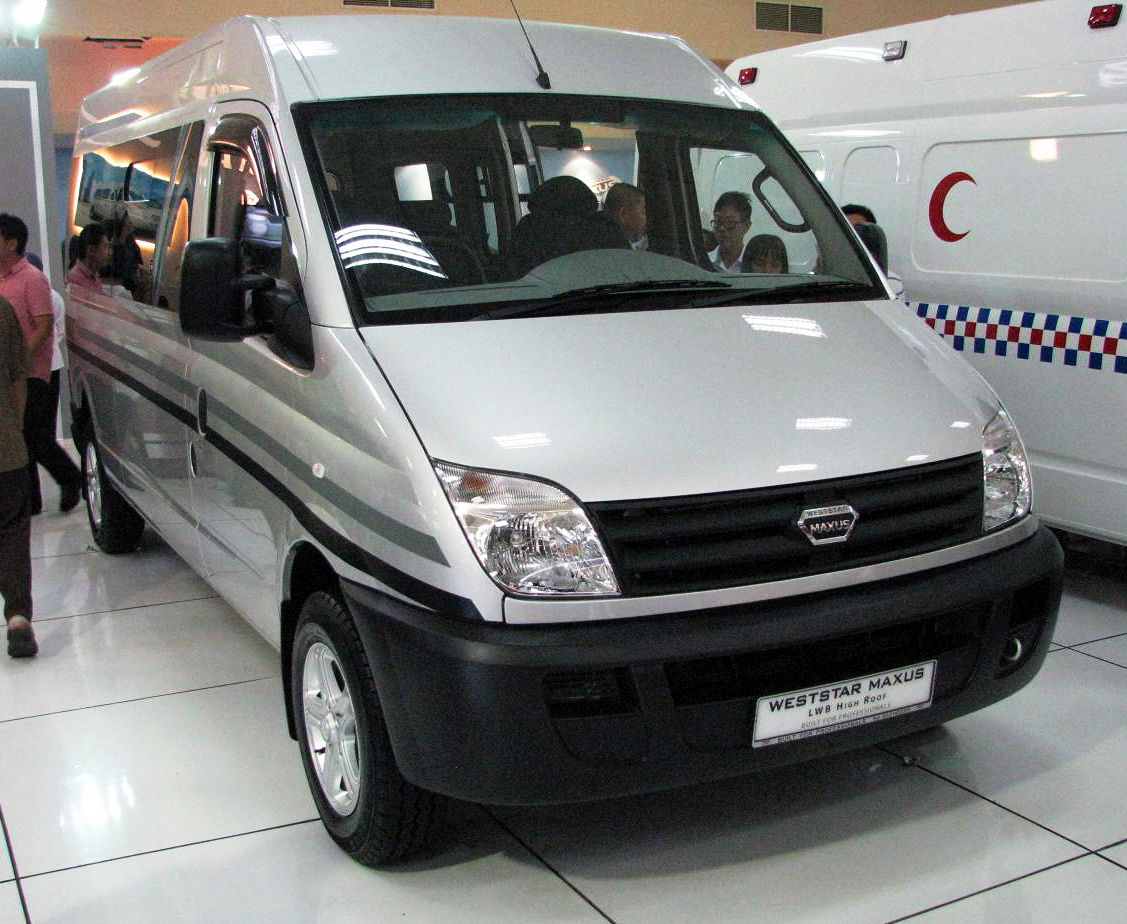
Weststar LDV Maxus